# Кенкеме
Кенкеме́ (устар. Кэнкэмэ; якут. Кэҥкэмэ) — река в Якутии, левый приток реки Лены. Длина — 589 км, площадь бассейна — 10 000 км².
Берёт начало от слияния рек Ыагас-Ыйаабыт и Ёлёнг-Юрэгэ на северо-восточной окраине Приленского плато; низовья — на Центральноякутской низменности. Питание снеговое и дождевое. Зимой перемерзает.

## Притоки

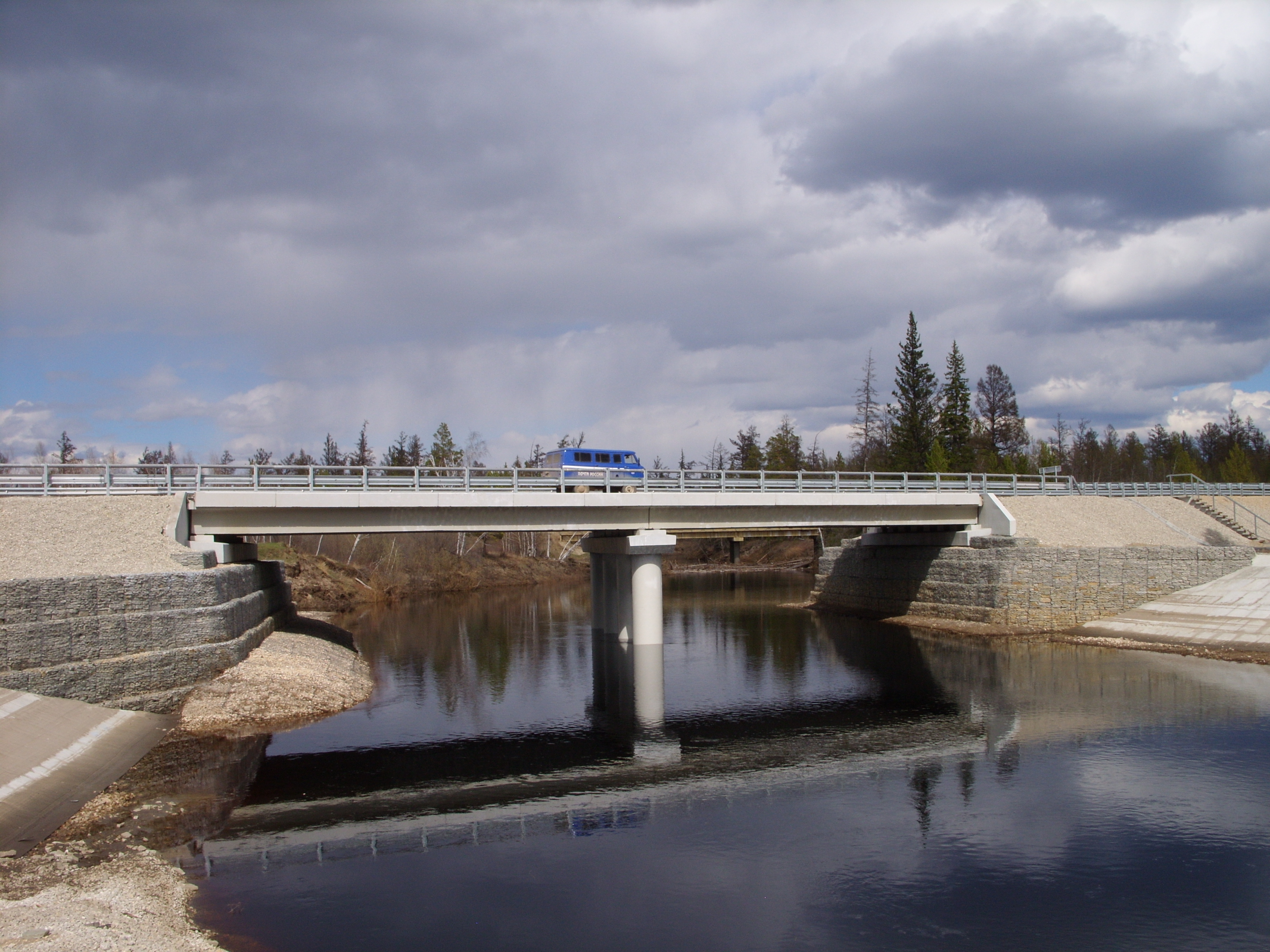
Мост через Кенкеме на автодороге «Вилюй»

Наиболее крупные притоки: Чукул, Делайи, Чакыя (лев).